# Canva
Canva is een Australisch grafisch ontwerpplatform dat wordt gebruikt om afbeeldingen, presentaties, posters, documenten en andere visuele inhoud voor sociale media te maken. De app bevat sjablonen die gebruikers kunnen gebruiken. Het platform is gratis te gebruiken en biedt betaalde abonnementen aan zoals Canva Pro en Canva for Enterprise voor extra functionaliteit. In 2021 lanceerde Canva ook een videobewerkingstool. Gebruikers kunnen ook betalen voor fysieke producten die moeten worden afgedrukt en verzonden. Het bedrijf heeft aangekondigd te willen concurreren met Google en Microsoft in de categorie kantoorsoftware, met website- en whiteboardproducten.
In juni 2020 heeft Canva A$ 60 miljoen opgehaald bij een waardering van A$ 6 miljard; bijna een verdubbeling van de waardering van 2019. In september 2021 haalde Canva US$ 200 miljoen op, met een piek in dat jaar van US$ 40 miljard. In september 2022 stond de waardering van het bedrijf op 26 miljard dollar.

## Geschiedenis
Canva werd op 1 januari 2013 in Perth, Australië, opgericht door Melanie Perkins, Cliff Obrecht en Cameron Adams. In het eerste jaar had Canva meer dan 750.000 gebruikers. In april 2014 trad Guy Kawasaki, expert op het gebied van sociale media en technologie, toe tot het bedrijf als merkpromotor. In 2015 werd Canva for Work gelanceerd, gericht op marketingmateriaal.
Tijdens het boekjaar 2016-17 steeg de omzet van Canva van A$ 6,8 miljoen tot A$ 23,5 miljoen, met een verlies van A$ 3,3 miljoen. In 2017 bereikte het bedrijf winstgevendheid en had het 294.000 betalende klanten.
In januari 2018 kondigde Perkins aan dat het bedrijf A$ 40 miljoen had opgehaald van Sequoia Capital, Blackbird Ventures en Felicis Ventures, en dat het bedrijf werd gewaardeerd op A$ 1 miljard.
In mei 2019 heeft het bedrijf nog een financieringsronde van A$ 70 miljoen opgehaald van General Catalyst en Bond en zijn bestaande investeerders Blackbird Ventures en Felicis Ventures, waarbij Canva wordt gewaardeerd op A$ 2,5 miljard. In oktober van dat jaar kondigde Canva aan dat het nog eens A$ 85 miljoen had opgehaald bij een waardering van A$ 3,2 miljard, en het lanceerde een enterprise-product.
In december 2019 kondigde Canva Canva for Education aan, een gratis product voor scholen en andere onderwijsinstellingen bedoeld om de samenwerking tussen studenten en docenten te vergemakkelijken.
In juni 2020 kondigde Canva een samenwerking aan met FedEx Office en de volgende maand met Office Depot. In juli 2020 zijn de waardering van Canva gestegen tot A$ 6 miljard. Deze waardering groeide tot A$ 40 miljard in september 2021, met medeoprichters Perkins en Obrecht die hun plan aankondigden om een groot deel van hun fortuin weg te geven aan tal van filantropische doelen.

### Gegevenslek
In mei 2019 kreeg Canva te maken met een datalek waarbij gegevens van ongeveer 139 miljoen gebruikers werden gehackt. De blootgestelde gegevens omvatten echte namen van gebruikers, gebruikersnamen, e-mailadressen, geografische informatie en wachtwoord-hashes voor sommige gebruikers. Canva kreeg kritiek op een eerste e-mail aan klanten, die de details onder zelfgenoegzame marketinginhoud begroef. Later in januari 2020 werden ongeveer 4 miljoen gebruikerswachtwoorden ontsleuteld en online gedeeld. Canva reageerde door de wachtwoorden opnieuw in te stellen van elke gebruiker die hun wachtwoord sinds de eerste inbreuk niet had gewijzigd.

### Aanwinsten
In 2018 verwierf het bedrijf presentatie-startup Zeetings voor een onbekend bedrag, als onderdeel van de uitbreiding naar de presentatieruimte.
In mei 2019 kondigde het bedrijf de overnames aan van Pixabay en Pexels, twee gratis stockfotosites in Duitsland, waardoor Canva-gebruikers toegang kregen tot hun foto's voor ontwerpen.
In februari 2021 nam Canva de Oostenrijkse startup Kaleido.ai en het Tsjechische Smartmockups over.
In maart 2024 nam Canva het designplatform Affinity over.